# Jedľové Kostoľany
Jedľové Kostoľany (bis 1948 slowakisch „Jedľové Kostolany“ – bis 1927 „Jedlové Kostolany“; ungarisch Fenyőkosztolány) ist eine Gemeinde in West-Mitte der Slowakei mit 871 Einwohnern (Stand 31. Dezember 2024), die zum Kreis Okres Zlaté Moravce, einem Teil des Nitriansky kraj, gehört und in der traditionellen Landschaft Tekov liegt.

## Geographie

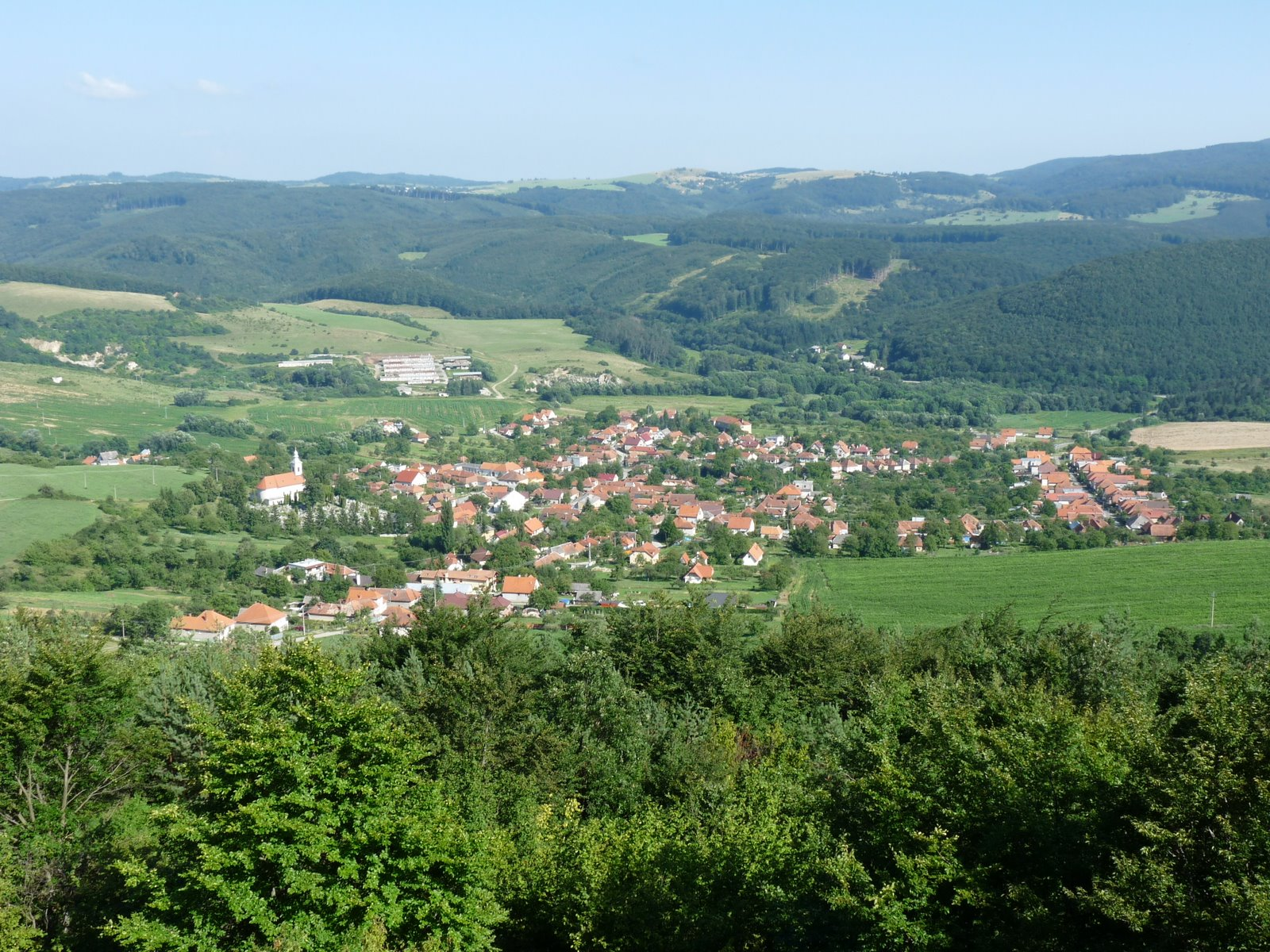
Blick auf Jedľové Kostoľany vom Aussichtsturm Drieňová

Die Gemeinde befindet sich am Südhang des Tribetzgebirges sowie am Nordhang des Gebirges Pohronský Inovec am Oberlauf der Žitava. Das Ortszentrum liegt auf einer Höhe von 400 m n.m. und ist 14 Kilometer von Zlaté Moravce entfernt.
Offiziell hat die Gemeinde keine Gemeindeteile, dennoch gibt es noch zwölf vom Hauptort getrennte Siedlungen, die lokal štál, Mz. štále heißen:  Borisko, Bošiakov štál, Brezovo, Dolné Lúčno, Drienky, Horné Lúčno, Hujavovce, Levasovský štál, Lukáčov štál, Mašírovce, Modoš und Nemčekovce.
Nachbargemeinden sind Malá Lehota im Norden und Nordosten, Veľká Lehota im Osten, Obyce im Süden, Hostie im Westen und Skýcov im Nordwesten.

## Geschichte

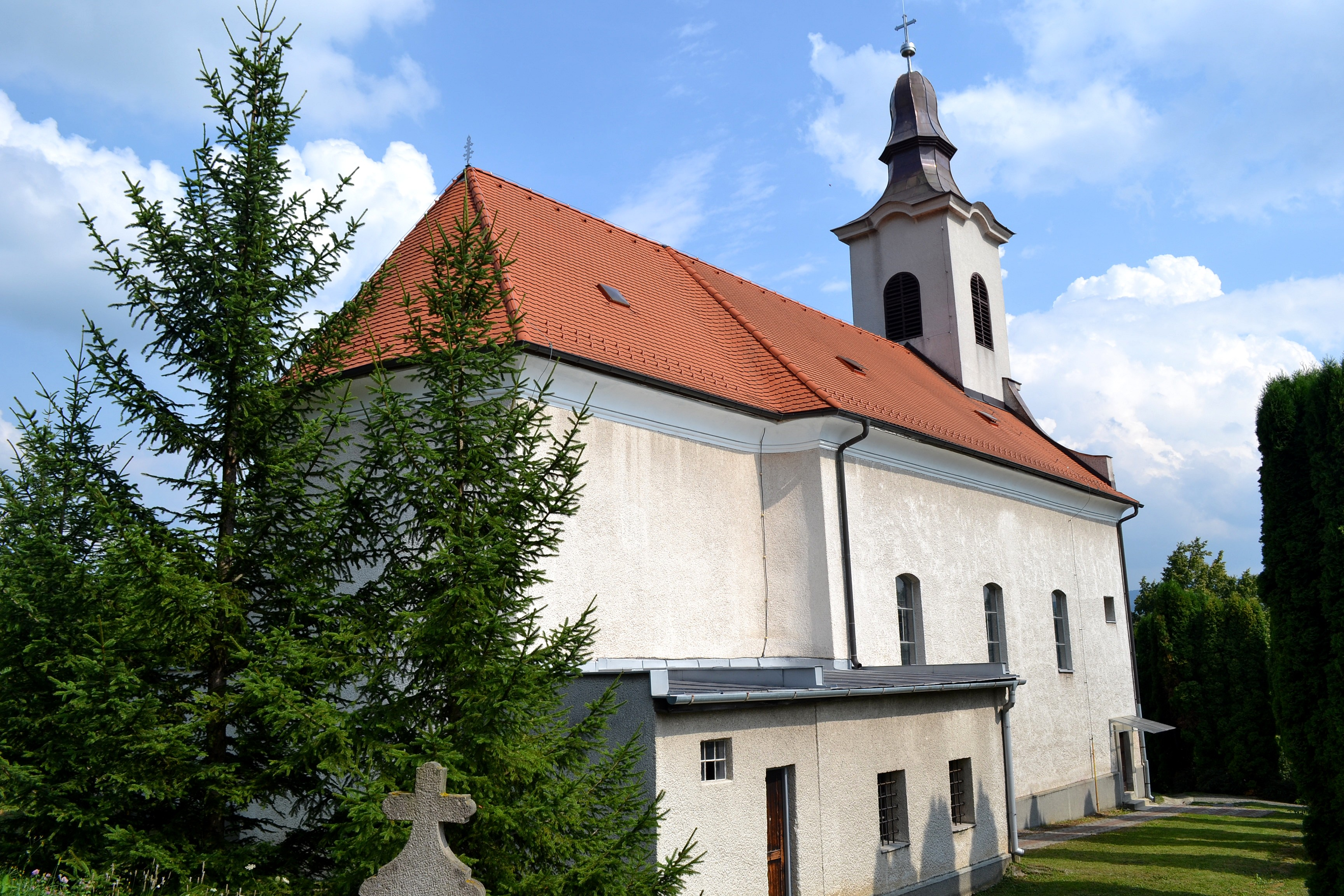
Kirche von Jedľové Kostoľany

Der Ort wurde zum ersten Mal 1387 als Fenyeukoztholvan schriftlich erwähnt, die Gegend jedoch bereits 1075 im Zusammenhang mit dem Bach Fenio Saunica, ebenso wie die Allerheiligenkirche im Jahre 1332. Die Ortschaft gehörte zum Herrschaftsgut der Burg Hrušov, die hier den Wachturm Živán unterhielt. 1424 wurde hier Maut erhoben. Im 17. Jahrhundert kam das Dorf zum Herrschaftsgut von Topoľčianky. Im 18. Jahrhundert arbeitete hier eine Glashütte. 1828 zählte man 107 Einwohner und 691 Einwohner. 1859 begann Braunkohlebergbau nach mehreren erfolglosen Versuchen der vorherigen Jahrhunderte und dauerte bis 1924.
Bis 1918 gehörte der im Komitat Bars liegende Ort zum Königreich Ungarn und kam danach zur Tschechoslowakei beziehungsweise heute Slowakei.

## Bevölkerung
| Jahr                | 1994 | 2004    | 2014    | 2024    |
| ------------------- | ---- | ------- | ------- | ------- |
| Anzahl der Personen | 1079 | 1011    | 922     | 871     |
| Unterschied         |      | −6,30 % | −8,80 % | −5,53 % |

| Jahr                | 2023 | 2024    |
| ------------------- | ---- | ------- |
| Anzahl der Personen | 879  | 871     |
| Unterschied         |      | −0,91 % |

Gemäß der Volkszählung 2011 wohnten in Jedľové Kostoľany 941 Einwohner, davon 901 Slowaken, drei Tschechen und jeweils ein Roma und Ukrainer; ein Einwohner gab eine andere Ethnie an. 34 Einwohner machten diesbezüglich keine Angabe. 819 Einwohner bekannten sich zur römisch-katholischen Kirche, jeweils zwei Einwohner zur evangelischen Kirche A. B. sowie zur griechisch-katholischen Kirche und jeweils ein Einwohner zu den Zeugen Jehovas, zur orthodoxen Kirche sowie zur reformierten Kirche. 57 Einwohner waren konfessionslos und bei 58 Einwohnern wurde die Konfession nicht ermittelt.

## Bauwerke
- römisch-katholische Allerheiligenkirche im klassizistischen Stil aus dem Jahr 1796
- Ruinen des Wachturms Živán